# 59式戦車
59式戦車（59しきせんしゃ 59式主战坦克・WZ-120）は、中華人民共和国の中戦車である。1959年にソビエト連邦のT-54をライセンス生産したものであり、全ての中国戦車の基礎となった。

## 開発
1949年の中華人民共和国建国の時点で中国人民解放軍は375両の戦車を保有していたが、それらは旧日本軍の95式軽戦車や97式/97式改中戦車などの日本製戦車、第二次国共内戦での国民政府軍から鹵獲したM4中戦車やM3軽戦車などのアメリカ製戦車であり、その多くが旧式化していた。当時の中国では中華民国時代を通じて戦車の国産化は行われておらず、全ての戦車は外国からの輸入に頼っていた状況であった。その後のアメリカとソビエト連邦の間で対立が深まり、世界を二分する冷戦体制となると、国防工業の設立と兵器の自給体制の確立が早急に求められることになり、社会主義諸国の盟主であるソビエト連邦の全面的な支援を要請することで、1950年代からT-34/85中戦車、IS-2重戦車、SU-76・ISU-152・SU-100各自走砲などの装甲戦闘車両が供与され、従来の雑多な旧式車両の更新を行うとともに、人材の育成も行われた。これにより、本格的な装甲部隊の編成が行なえるようになった。
その後、中国は戦車の自給体制の確立を目指すこととなり、1952年の中国共産党中央軍事委員会兵工委員会において「関于兵工建設問題的報告」が作成され、国防産業建設に関する5ヵ年計画が提示された。その中には戦車と戦車のエンジンの国産化の計画も立案されており、1953年にはソビエト連邦が中国の経済建設に関する広範な支援を行う「関于蘇聯政府援助中国政府発展中国国民経済的協定」が締結され、その中に戦車・エンジン・砲弾・光学照準装置など戦車生産に必要とされる各種工業の施設の建設も含まれていた。当時の中国の工業地帯は東北部と沿海部にあったものの、海上からの攻撃を受けやすく国防上のリスクを抱えているので、ソ連やモンゴル人民共和国に近く、その援助を受けやすい内陸部の内モンゴル自治区の包頭市に製鉄工場を中心とした機械製造業・化学産業・産業研究施設などを配置した総合コンビナートが建設された。これは、内陸部に総力戦を支える重工業基地を建設することを最大の目的としていたが、内陸部の資源地帯と産業をリンクさせて効率的に重工業を発展させて、経済的に立ち遅れた内陸部の振興の核となることも期待されていた。その中に戦車製造工場の第617工場があり、工場建設と平行して、1955年11月にはT-54Aの実物が中国に供給されており、1956年にはT-54A戦車のライセンス生産権が中国に譲渡され、設計図や生産に必要な各種資料が引き渡された。エンジンの生産は黄砂の多い内モンゴルの環境が適していないことから山西省、トランスミッションや光学照準装置等の精密部品の生産は上海でされることになり、ソ連の技術者の支援を受けながら他の各地の工場でも部品が生産され、これらは第617工場に送られた後に最終的な組み立てが行われた。
当初は第617工場にてソ連から供与された部品を組み立てるノックダウン生産で1958年から生産が始まったが、その後に国産化された部品の使用率を次第に高めて行き、1961年までに砲塔・装甲板・戦車砲・弾薬も国産化できるようになったが、照準装置や夜間暗視装置などの精密機器や装甲板の生産に必要なニッケル等のレアメタルに関しては、中国とソ連の路線対立が深刻化する1964年頃まではソ連からの輸入に頼っていた。

## 車体
59式戦車はT-54Aと同じく、車体は溶接鋼板、砲塔は鋳造鋼板で製造されている。
操縦席上部のハッチに、2基のペリスコープが設置されており、その内の1基には夜間操縦用に赤外線暗視装置が標準装備されている、T-54Aで標準装備されるようになった車長や砲手用の暗視装置は搭載されなかったため、夜間戦闘は非常に困難である。砲塔の旋回は電気モーターを使用しており、砲塔の最大旋回速度は毎秒10度である。
砲塔上部の装填手用ハッチの手前には換気用ベンチレーターのドーム型カバーが設けられ、ソ連では換気システムの変更によってT-55以降廃止されたのに対し、中国では88式戦車まで引き継がれる特徴の1つとなっている。操縦手座席の直後にある車体底部には脱出口が設けられている。装甲の厚さに関してはオリジナルのT-54Aと同じである。
|          | 99式                                           | 96式                                                    | 88式                                                    | 80式                                                    | 69/79式                                                   | 59式                                |
| -------- | ---------------------------------------------- | ------------------------------------------------------- | ------------------------------------------------------- | ------------------------------------------------------- | --------------------------------------------------------- | ----------------------------------- |
| 画像     |                                                |                                                         |                                                         |                                                         |                                                           |                                     |
| 世代     | 第3世代                                        | 第2.5世代                                               | 第2世代                                                 | 第2世代                                                 | 第1世代                                                   | 第1世代                             |
| 全長     | 11 m                                           | 10.65 m                                                 | 9.32 m                                                  | 9.32 m                                                  | 9.22 m                                                    | 9 m                                 |
| 全幅     | 3.4 m                                          | 3.3 m                                                   | 3.37 m                                                  | 3.37 m                                                  | 3.29 m                                                    | 3.27 m                              |
| 全高     | 2.4 m                                          | 2.3 m                                                   | 2.29 m                                                  | 2.29 m                                                  | 2.8 m                                                     | 3.27 m                              |
| 重量     | 54 t（99A式）                                  | 42.5 t                                                  | 38.5 t                                                  | 38 t                                                    | 36.5 / 37.5                                               | 36 t                                |
| 主砲     | 48口径125mm滑腔砲                              | 48口径125mm滑腔砲                                       | 51口径105mmライフル砲                                   | 51口径105mmライフル砲                                   | 56口径100mmライフル砲 (69式) 51口径105mmライフル砲 (79式) | 56口径100mmライフル砲               |
| 副武装   | 12.7mm重機関銃×1 7.62mm機関銃×1 対戦車ミサイル | 12.7mm重機関銃×1 7.62mm機関銃×1                         | 12.7mm重機関銃×1 7.62mm機関銃×1                         | 12.7mm重機関銃×1 7.62mm機関銃×1                         | 12.7mm重機関銃×1 7.62mm機関銃×1                           | 12.7mm重機関銃×1 7.62mm機関銃×1     |
| 装甲     | 複合+ERA                                       | 複合                                                    | 鋳造・溶接鋼板 (一部複合)                               | 鋳造・溶接鋼板                                          | 鋳造・溶接鋼板                                            | 鋳造・溶接鋼板                      |
| エンジン | 水冷4ストローク V型12気筒ディーゼル            | 液冷4ストローク V型12気筒スーパーチャージド・ディーゼル | 液冷4ストローク V型12気筒スーパーチャージド・ディーゼル | 液冷4ストローク V型12気筒スーパーチャージド・ディーゼル | 水冷4ストローク V型12気筒ディーゼル                       | 水冷4ストローク V型12気筒ディーゼル |
| 最大出力 | 1,200 hp 1,500 hp（A型）                       | 1,000 hp                                                | 730 hp                                                  | 730 hp                                                  | 580 hp                                                    | 520 hp                              |
| 最高速度 | 70 km/h                                        | 65 km/h                                                 | 57 km/h                                                 | 57 km/h                                                 | 50 km/h                                                   | 45 km/h                             |
| 懸架方式 | トーションバー                                 | トーションバー                                          | トーションバー                                          | トーションバー                                          | トーションバー                                            | トーションバー                      |
| 乗員数   | 3名                                            | 3名                                                     | 4名                                                     | 4名                                                     | 4名                                                       | 4名                                 |
| 装填方式 | 自動                                           | 自動                                                    | 手動                                                    | 手動                                                    | 手動                                                      | 手動                                |
| C4I      | 不明                                           | ×                                                       | ×                                                       | ×                                                       | ×                                                         | ×                                   |

## 武装
T-54のコピーからスタートしたこともあり当初はD-10TGをコピーした59式56口径100mmライフル砲を搭載していたが、59-II式以降は、オーストリアから供与されたモデルをベースにライセンス生産を始めたNATOの標準規格であるイギリス製L7系105mmライフル砲を採用。近年では更に強力な120mm滑腔砲を搭載するモデルも登場している。
副武装も、T-54のDShKM 12.7mm 重機関銃をコピーした54式12.7mm機関銃を車長キューポラに、SGMT 7.62mm 重機関銃をコピーした59式7.62mm機関銃を主砲同軸に各1丁装備する。

## 運用
1963年から本格的な生産が始まりその後も数多くの改良を重ねつつ1980年代半ばまでに10,000輌以上が生産され、うち6,000輌が中国人民解放軍陸軍に配備されたとされる。59式戦車は以後中華人民共和国で開発される戦車の母体となり、これに中ソ国境紛争時に捕獲したT-62戦車や独自のルートで入手したT-72戦車の技術を盛り込み独自の発展を遂げた。

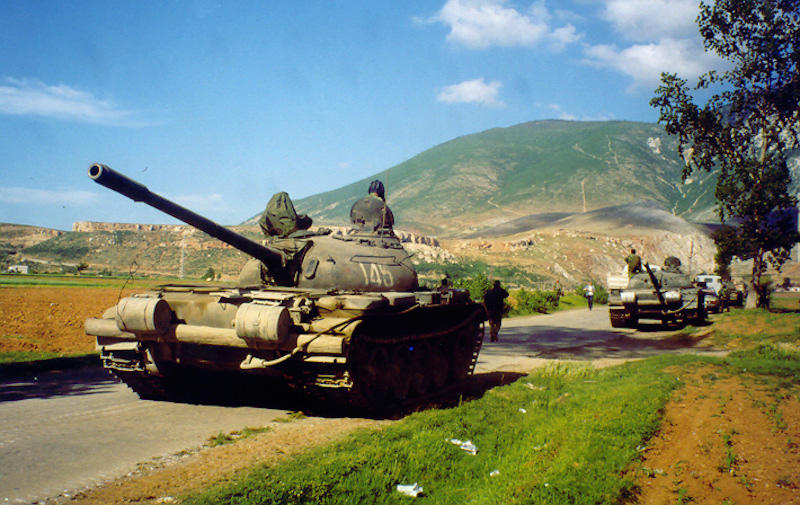
アルバニア–ユーゴスラビア国境事件でコソボとの国境に展開されたアルバニア軍の59式戦車（1999年）

59式戦車が最初に実戦に参加したのは1965年に起きた第二次印パ戦争で、パキスタン陸軍の59式戦車がインド陸軍のT-54/55やヴィジャンタ（ヴィッカーズMk.Iのライセンス生産型）と対決したが、防御能力の低さから弾薬や燃料が誘爆する車両が続出した。その後、1979年の中越戦争では人民解放軍とベトナム人民陸軍の双方が59式戦車を使用し、山岳地域では機動性に劣り苦戦したが、やはり双方が使用した62式軽戦車に対しては優位な立場にあった。1980年のイラン・イラク戦争ではイラン陸軍とイラク陸軍の双方が69式戦車とともに、59式戦車を使用した。また、1989年の六四天安門事件の鎮圧にも運用されて無名の反逆者で世界的にも有名になった。しかし、1991年の湾岸戦争では、イラク陸軍の59式戦車がT-54/55/62/72、69式戦車などとともにアメリカ陸軍のM1エイブラムスに対して一方的な大敗北を喫した。1997年の第二次スーダン内戦ではスーダン政府軍、第一次コンゴ戦争ではザイールの大統領特殊師団が反政府勢力に使用していた。

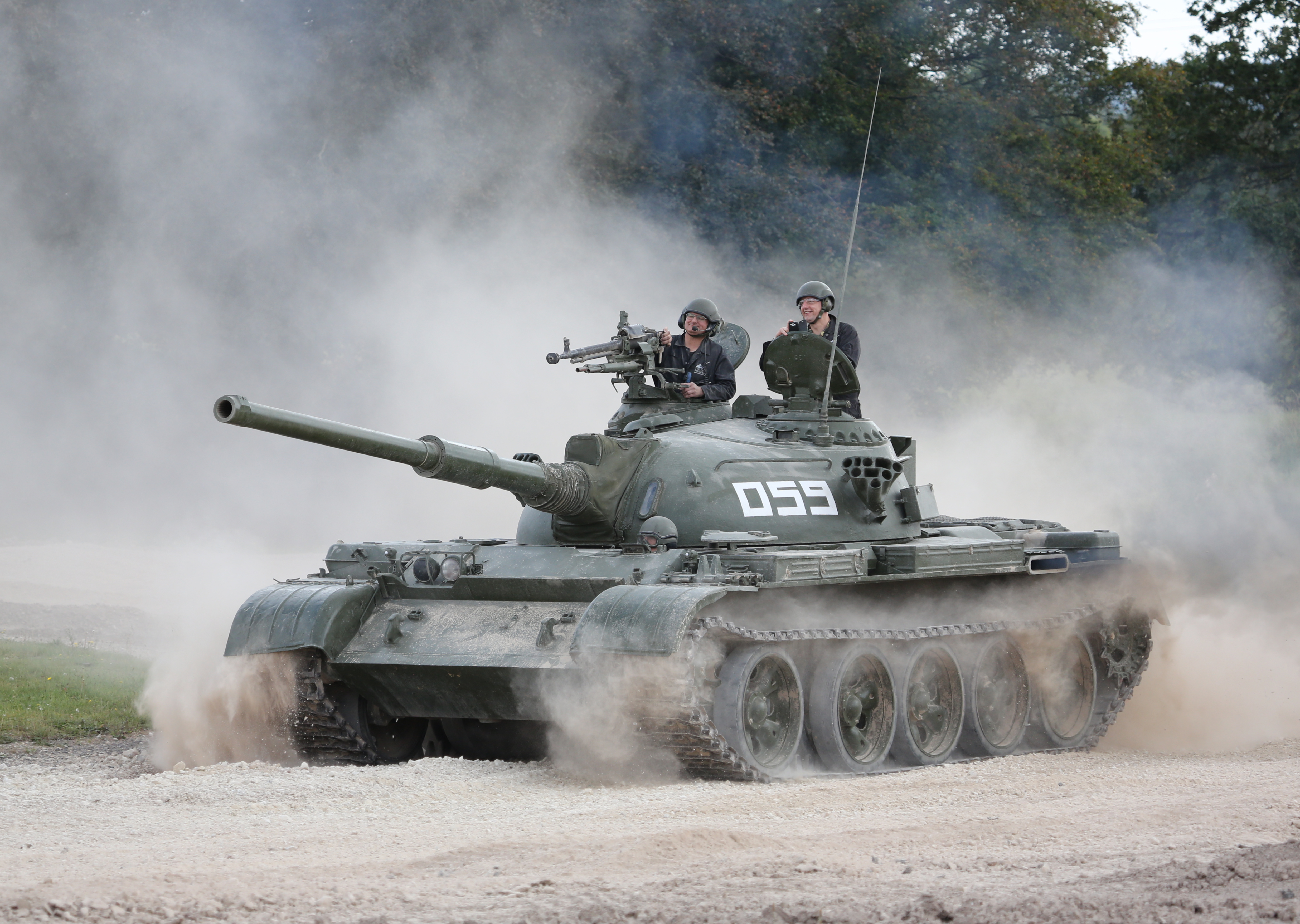
イギリスのボービントン戦車博物館にある改修型の59式戦車（2014年）

21世紀に入ってからも数多くの近代化改修が行われながら5,000輌近くが中国人民解放軍で現役とされ、旧式化に伴い96式戦車や99式戦車との交代が進められている。各国に輸出した59式戦車の改修パッケージの売り込みも積極的に行なわれている。近代改修モデルでは箱形のERA（爆発反応装甲）や105mm戦車砲や120mm/125mm滑腔砲も追加され延命を図っており、その内容も現在主流となっているNATO軍規格にあわせた内容となっている。また、コンピュータでリモートコントロールできるように改修した無人戦車も開発されている。

## バリエーション

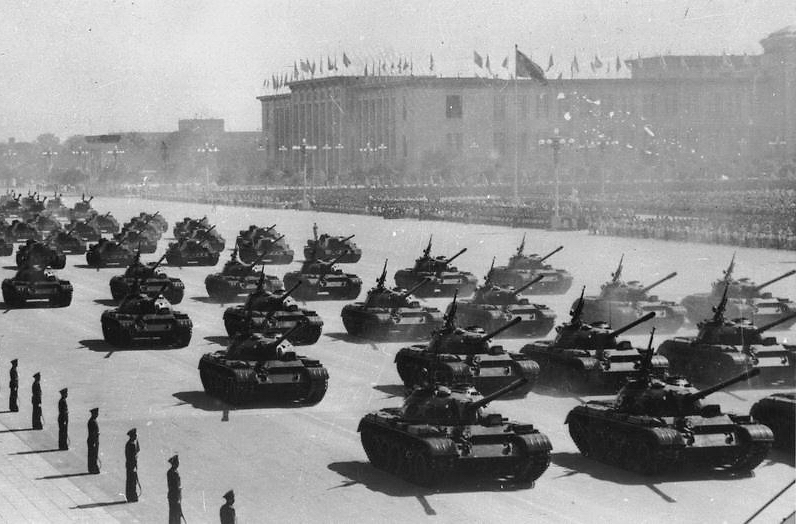
中華人民共和国建国10周年記念軍事パレードの59式戦車

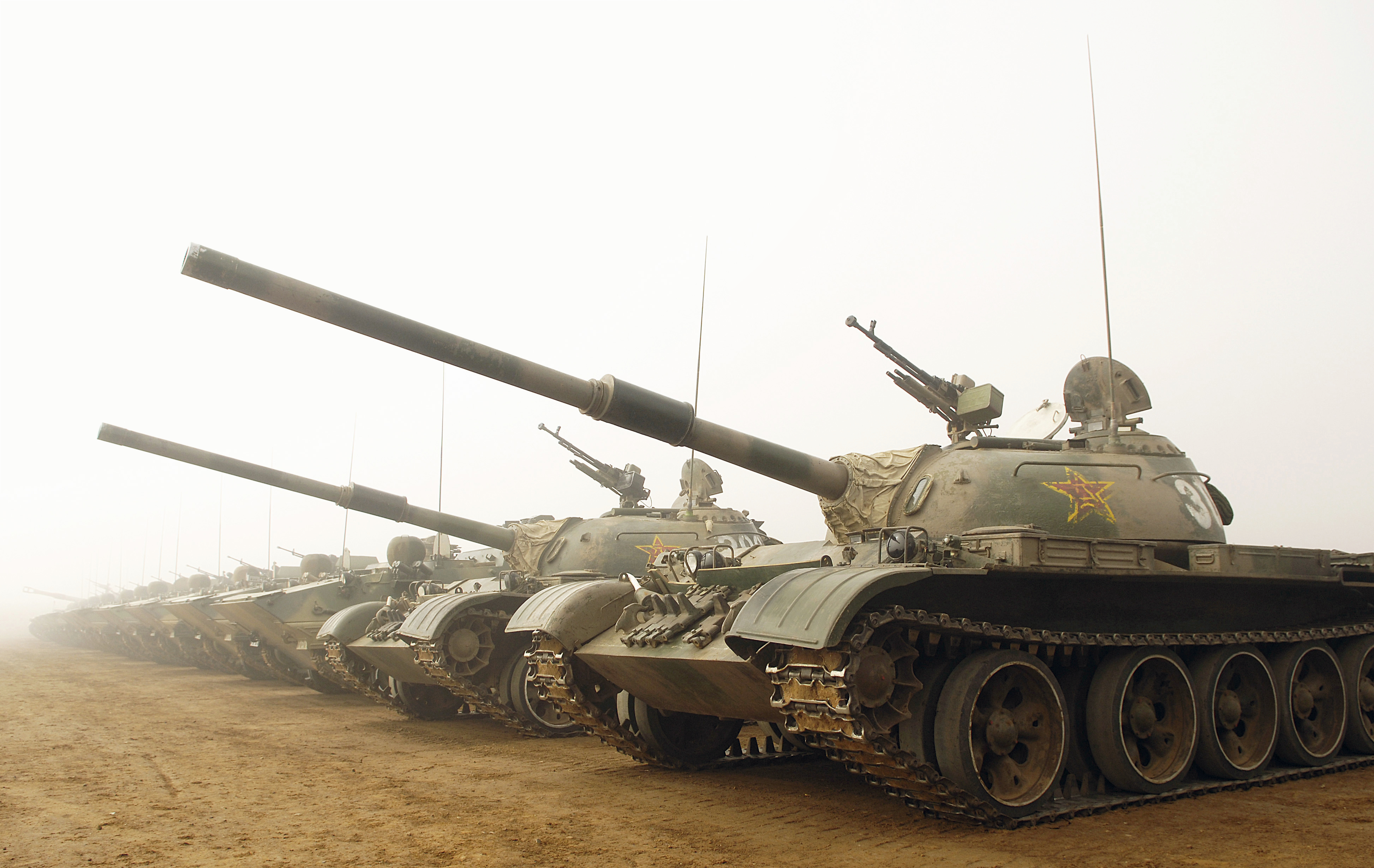
L7 105mm戦車砲のライセンス生産品を搭載した、59-II式中戦車

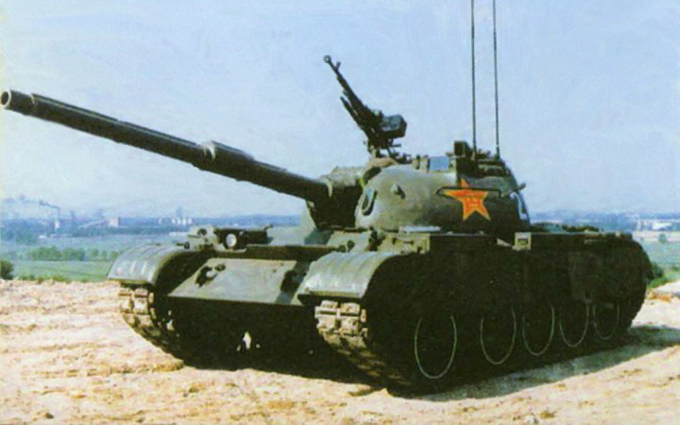
L7 105mm戦車砲のライセンス生産品を搭載した、59-IIA式中戦車
ダブルピンタイプの履帯を装着している

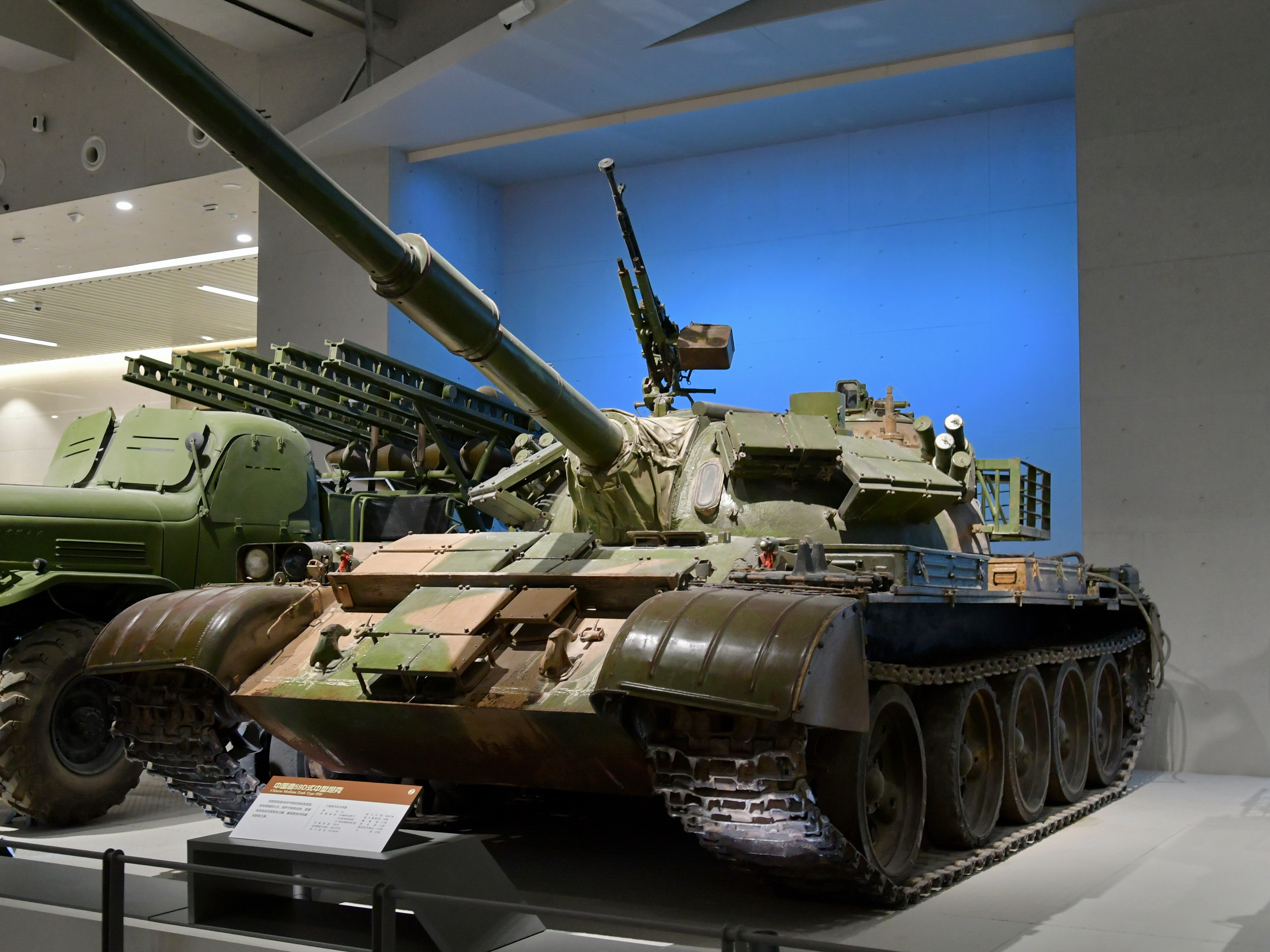
59D式

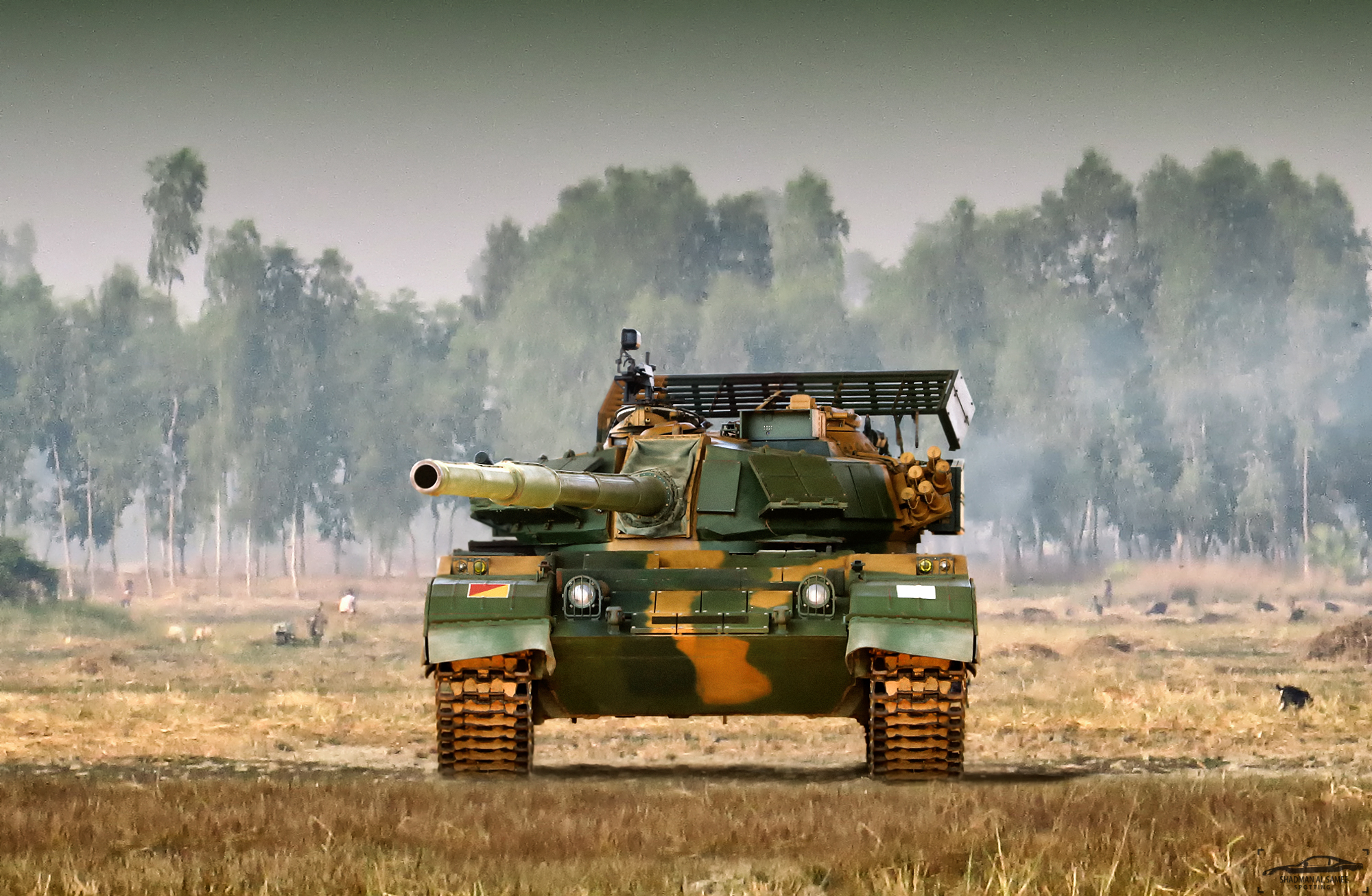
59G式

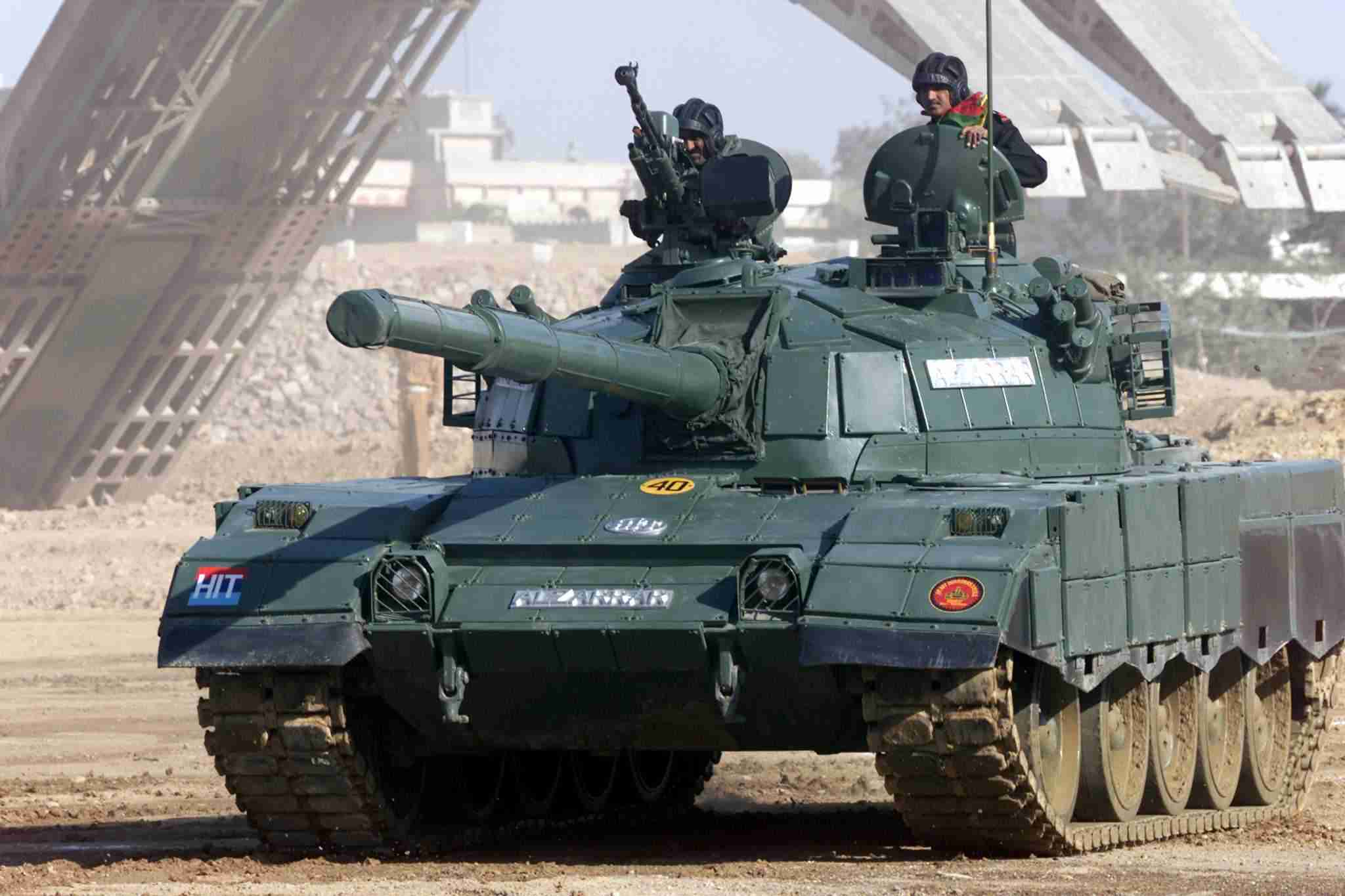
アル・ザラール

59式
T-54Aのライセンス生産型。1958年から生産開始。
59式指揮戦車
59式の指揮戦車型。59式より通信用アンテナが一本多い。
59式（双穏）型
砲安定装置を垂直/水平軸安定式に換装した型式で1980年より運用開始。
59-I式（第一期改装）
別名59A型。レーザー照準器やアクティブ赤外線暗視装置を装備。1984年より運用開始。
59-I式（第二期改装）
59-I式の改良型。
59-I式（第三期改装）
59-I式の改良型。
59-I式（防御力強化試験型）
モジュール式複合装甲やスラットアーマーを装備。人間工学的な改善が施されたのも特徴。
59-I式地雷処理型 　
マインブラウや地雷原処理用ロケットを搭載。
59-II式
別名59B型。主砲を79式51口径105mmライフル砲に換装。新型射撃統制システムを搭載。1984年より運用開始。
59-II式指揮戦車
59-II式の指揮戦車型。VRC-8000通信機を2台装備。砲弾搭載数が2発減少している。
59-IIA式 　
59-II式の改良型。主砲を81A式51口径105mmライフル砲に変更。1988年に運用開始。
59-IIA式指揮戦車 　
59-IIA式の指揮戦車型。CWT-176通信機を追加装備。砲弾搭載数が3発減少している。
59-IIA式地雷処理型 　
マインブラウや地雷原処理用ロケットを搭載。
59-III式 　
別名59C式。
59DI式
59-II式の改良型。軍制式名はZTZ-59DI型。中国第二世代の射撃統制システムと微光増幅式暗視装置を搭載、エンジン出力を強化（520hp→580hp）。防御力強化のためFY-1/2爆発反応装甲を装着。改良型の59D型のベースとなる。1995年に運用開始。
59D式
ZTZ-59DI型の改良型。軍制式名はZTZ-59D型。主砲を長砲身の83A式58口径105mmライフル砲に換装。
59P式/Al-Zubair 2
IDEX2007兵器ショーで公開。
戦車砲は83A式もしくは新開発の長砲身105mm滑腔砲。Pは59P式の販売を担当する解放軍系の輸出企業である中国保利（Poli）集団公司の頭文字に由来する。59P式の基本的な改造内容は59D式に準じている。ただし、59D式よりも爆発反応装甲の装着数が増加しており、砲塔には34枚のFY-1（59D式は28枚）、車体前面は18枚のFY-2（59D式は13枚）が装着されている。また、車体側面のサイドスカートの上にも爆発反応装甲が装備されている。ほかには、車体側面のフェンダー部の装具入れも一体型のものに変更されている。
戦車砲は59D式と同じ83A式105mmライフル砲か、もしくは新規開発の105mm滑腔砲を搭載しているとのこと。59D式と同じくGP-2砲発射式対戦車ミサイルの運用が可能。砲手用サイトの形状は59D式とは異なり、射撃統制システム自体が変更されている可能性がある。エンジンは、580hp、730hp、800hpの3種類が用意されている。最高速度は55km/h。
59P式は、現在スーダン軍で運用されていることが確認されている。スーダンでは「Al Zubair2」の名称が与えられている。就役数など詳細なデータについては不明である。スーダンの軍事パレードの映像（59P式が登場するのは1分47秒から2分42秒の間）
59G式/Durjoy
バングラデシュでの59式の近代化改修型。
59式改(B59G) 　
59式改(59-125)
主砲を125mm滑腔砲に換装。
59-120 　
BW120K型/BW1990型の2種類が開発された。主砲を120mm滑腔砲に換装。
59式（96G式砲塔搭載型）
IDEX2007兵器ショーで公開。96G式戦車の砲塔を搭載。
名称不明（125mm砲搭載型）
既存の砲塔に大型の増加装甲を装着、主砲を125mm滑腔砲に換装。
名称不明（59式改造型）
59式に新型レーザーレンジファインダーや弾道計算機、液晶パネル、GPS位置測定装置等を搭載したアップグレード型。主砲は100mm砲のまま。
情報共有型59式 　
データリンク機能を付与。
64式戦車回収車  　
73式戦車回収車 　
84式戦車回収牽引車
64式重牽引車
89式対戦車自走砲砲塔搭載型 　
89式120mm自走対戦車砲（PTZ-89）のテストベッドとして製作。
T-59M11
パキスタンでの59式の近代化改修型。
戦車砲を51口径105mmライフル砲に換装し、砲安定装置は新型の二軸安定式に変更され、エンジン出力は580hpに強化された。被弾時の2次爆発の防止のため、発火探知装置と自動消火システムを新たに装備した。また、GPS航法装置が装備され、戦場での航法や位置特定が容易となり、総重量は原型の59式より1トン増の37トンとなった。500両の59式がこの改修をうけたが、その後の第2段階では夜間戦闘能力の向上のため、光学式サイトをATCOP（Al-Technique Corporation of Pakistan）製のTR-2/TR-3レーザーレンジファインダーを内蔵されたサイトに変更されたほか、砲手用サイトにGNS-1微光増幅式暗視装置が内蔵されており、この暗視装置の映像は、車長と砲手の両方が視認することができる。操縦席ハッチのサイトには、夜間操縦用にDNS-3微光増幅式暗視装置が装備されている。約300両が改修されているが、これらの車両には新たに赤外線夜間暗視装置が搭載されている。
アル・ザラール

パキスタンでの59式をインドの主力戦車であるT-72戦車に対抗しうる水準にまで向上させたT-59M11の第3段階近代化改修型。
125mm滑腔砲の搭載、新型付加装甲の装備、エンジン出力の更なる強化がなされており、このような大改修を59式に施工が可能なのかを検証するために、試製I型、試製II型、試製III型を製作して、その評価を基にその中から量産型のベースとして決定する方針を採り、最終的に試製III型にすることが決定された。400-611両までがこの改修を受けている。
アル・ザラール試製I型 　
ウクライナの支援を受けて製造された。エンジンをウクライナ製の出力700馬力の5TDF対向エンジンのパワーパックに換装。125mm滑腔砲を搭載し新型の射撃統制装置と照準装置を搭載、防御面では砲塔の全周にパッシブ式の付加装甲とその上に中国のNORINCO製またはパキスタンのNDC（the National Development Complex）研究所製の爆発反応装甲を装着。爆発反応装甲は車体正面、車体側面のサイドスカート前半部、フェンダー部にも装着されている。重量増加に対応するため、サスペンションのトーションバーは懸架能力の高いものに換装されており、キャタピラの飛跳ねと脱落防止用のため、足回りの左右の上部に小型の上部転輪2基が取り付けられている。
アル・ザラール試製II型 　
新型エンジンの搭載試験のために製造された。エンジンは出力690馬力のV46-5M 12気筒水冷式ディーゼルエンジンに換装され、車体と砲塔にパキスタン製の爆発反応装甲が装着されているが、戦車砲は59式と同じ100mmライフル砲のままである。
アル・ザラール試製III型 　
パキスタンが国産化を進めていた69-IIMP戦車、85-IIAP戦車などの中国系戦車のコンポーネントを使用して製造された。
戦車砲、エンジン、射撃統制装置などは85-IIAP戦車のものを流用している。防御面での改装に関しては試製I型 と同じである。重量増加によりサスペンションの能力が改善されている。
サフィール74（Type-72Z）
イランでのT-54/55と59式の近代化改修型。
主体砲（M1978「コクサン」）
北朝鮮が59式戦車の車体に、余剰となった170mm沿岸砲を搭載した自走砲。
QN-506
59式に30mm機関砲・7.62mm同軸機関銃・対戦車ミサイル・80mmロケット弾などを搭載した火力支援型。
ジャガー戦車 　
アメリカ合衆国と共同開発された輸出専用戦車。試作のみで終了。
名称不明
イギリスがパキスタンから入手した59式にロイヤル・オードナンス L7やROMOR-A ERA、イギリス製の発煙弾発射器等を搭載したアップグレード型。主砲は105mm砲。1984年の英国陸軍装備展示会で展示されるも配備されなかった。

## 採用国
- アルバニア
- アフガニスタン
- カンボジア - 200両
- コンゴ民主共和国 - 20両
- イラン - 220両

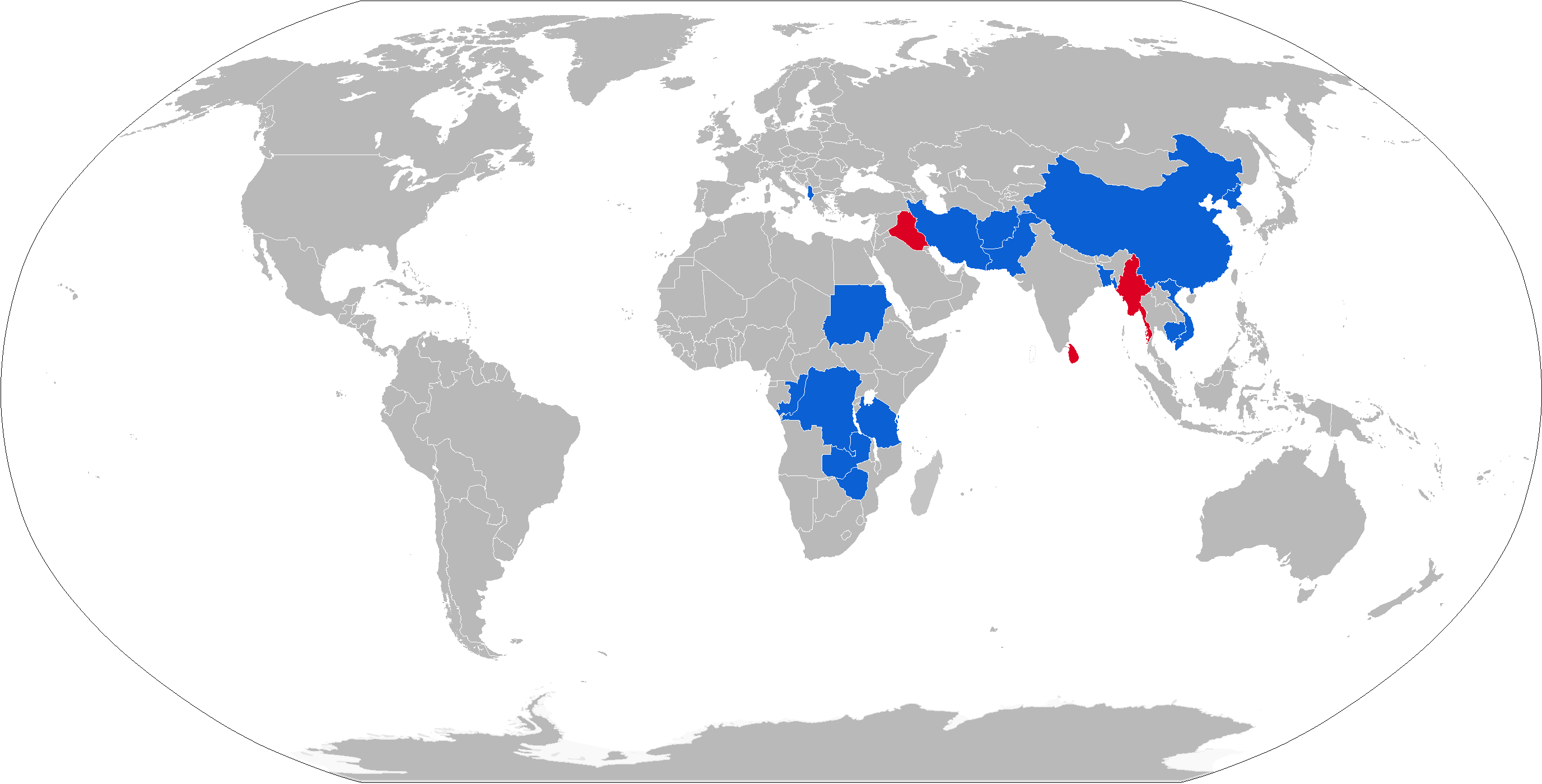
採用国(青は現役、赤は退役)

- 北朝鮮 - 175両、砲塔上部の12.7mm重機関銃をKPVT14.5mm重機関銃に換装。
- パキスタン - 1,200両
- コンゴ共和国 - 15両
- スーダン - 10両+
- タンザニア - 2024年時点で、タンザニア陸軍が15両の59G式を保有[7]。
- ベトナム - 350両
- ザンビア - 20両
- ジンバブエ - 30両
- 中華人民共和国

## 登場作品
『World of Tanks』
中国中戦車WZ-120として開発可能。中国中戦車Type 59として販売/配布。
『War Thunder』
中国ツリーのランクV中戦車Type59として開発可能。
改修型の59D式がZTZ59D1として開発可能。